# لبا
لبا (به عربی: لبا) یک منطقهٔ مسکونی در لیبی است که در استان واحات واقع شده‌است.